# 奇霍塔普特基
奇霍塔普特基（Chhotaputki），是印度贾坎德邦Dhanbad县的一个城镇。总人口6693（2001年）。

## 人口
该地2001年总人口6693人，其中男性3653人，女性3040人；0—6岁人口1035人，其中男526人，女509人；识字率53.70%，其中男性为63.26%，女性为42.20%。